# Guégon
 Guégon  (en bretón: Gwegon) es una población y comuna francesa, situada en la región de Bretaña, departamento de Morbihan, en el distrito de Pontivy y el cantón de Josselin.

## Demografía
| 2456 | 2298 | 2276 | 2334 | 2334 | 2395 |
| Para los censos de 1962 a 1999 la población legal corresponde a la población sin duplicidades (Fuente: INSEE [Consultar]) |      |      |      |      |      |